# Донифан (окръг, Канзас)
Окръг Донифан (на английски: Doniphan County) е окръг в щата Канзас, Съединени американски щати. Площта му е 1028 km², а населението - 7865 души. Административен център е град Трой.